# Fekete-Körös-vallei
De Fekete-Körös-vallei van de rivier Crișul Negru (Roemeens) of Fekete-Körös (Hongaars) vormt een van de kleinste Hongaarstalige gebieden in Roemenië.
Het gebied bestaat uit de gemeenten:
- Beiuș (10667 inwoners, 8937 Roemenen en 722 Hongaren)
- Tărcaia (1969 inwoners, 861 Roemenen en 1062 Hongaren)
- Finiș (3680 inwoners, 2097 Roemenen en 1160 Hongaren)

Het dorpje  Grădinari / Kisnyégerfalva in de gemeente Drăgănești en de kern Uileacu de Beiuș kent ook nog een in meerderheid Hongaarse bevolking.
De Hongaren hebben met circa 3400 personen in het gebied nog beschikking over eigen kerken en scholen wat in dit deel van Roemenië een unicum is.